# Сог
Сог (на исландски: Sog) е река в югозападна Исландия.
Дължината ѝ е едва 19 km, но с дебита си от 110 m³/s, Сог е най-мощната река в страната и покрай нея са построени три ВЕЦ. Сог извира от езерото Тингватлаватн. Водосборният ѝ басейн e 1000 km². Когато се влива в река Хвита, двете образуват река Йолфуса.